# Козак (Лот и Гарона)
Козак (фр. Cauzac) насеље је и општина у југозападној Француској у региону Аквитанија, у департману Лот и Гарона која припада префектури Ажан.
По подацима из 2011. године у општини је живело 391 становника, а густина насељености је износила 26,93 становника/km². Општина се простире на површини од 14,52 km². Налази се на средњој надморској висини од 250 метара (максималној 221 m, а минималној 75 m).

## Демографија
| 1962. | 1968. | 1975. | 1982. | 1990. | 1999. | 2011. |
| ----- | ----- | ----- | ----- | ----- | ----- | ----- |
| 267   | 285   | 263   | 284   | 340   | 365   | 391   |

График промене броја становника у току последњих година